# Armeria denticulata
Armeria denticulata är en triftväxtart som först beskrevs av Antonio Bertoloni, och fick sitt nu gällande namn av Dc. Armeria denticulata ingår i släktet triftar, och familjen triftväxter. Inga underarter finns listade i Catalogue of Life.

## Bildgalleri

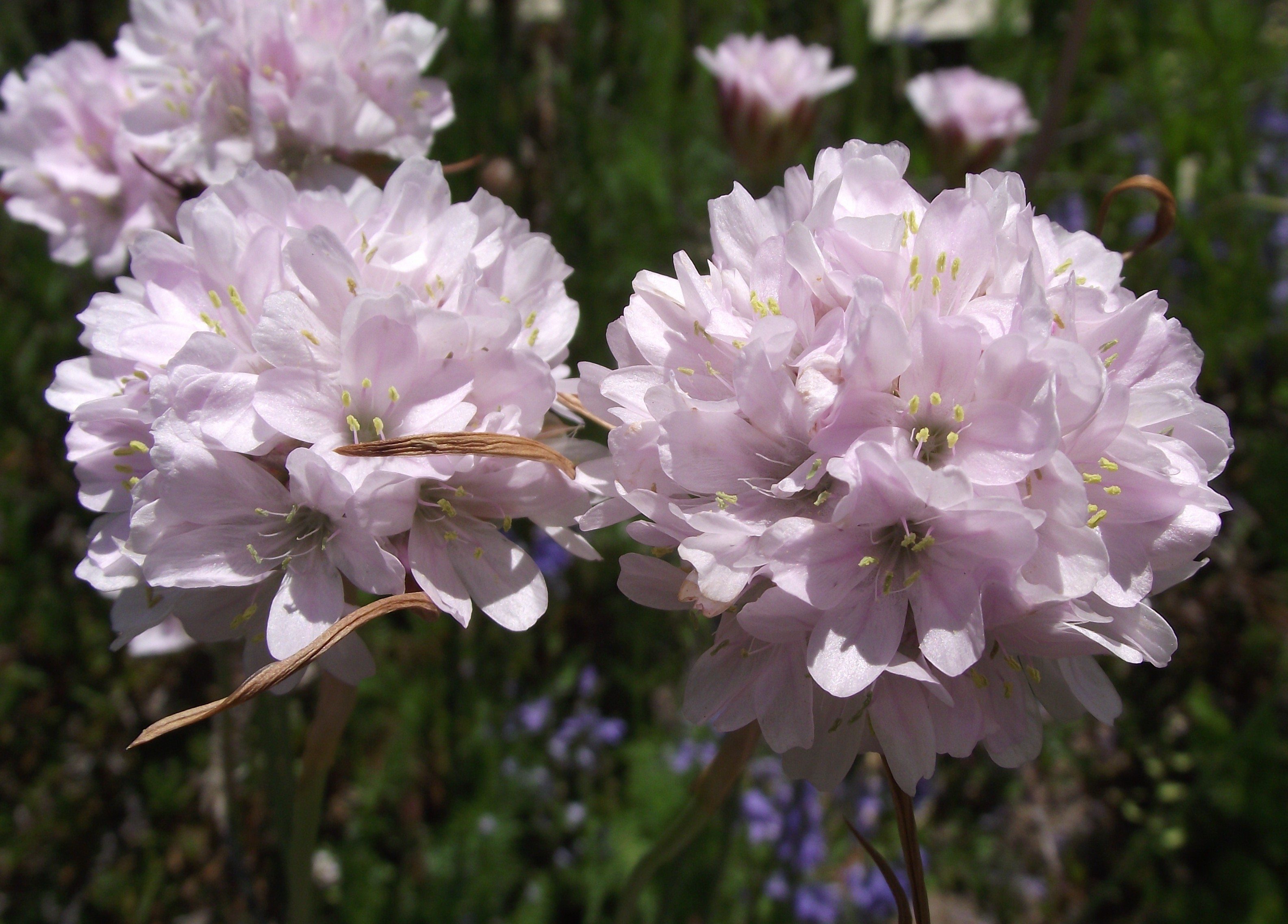